# Волшебное зерно
«Волшебное зерно» — фильм-сказка режиссёров Валентина Кадочникова и Фёдора Филиппова, вышедший на экраны в 1941 году.

## Сюжет
Богатырь Мастер-На-Все-Руки делает Андрейке и Марийке ценный подарок — волшебное зерно, которое должно принести людям радость и изобилие, если дети будут крепко дружить и тщательно заботиться о нём. Дети посадили зерно и ждут всходов, но им противостоит злой Кара-Мор. Он посылает армию вредителей-долгоносиков…

## В ролях
- Владимир Тумаларьянц — Андрейка
- Нина Заварова — Марийка
- Владимир Грибков — дед Всевед
- Иван Переверзев — Мастер На Все Руки, богатырь
- Галина Киреевская — тётка Катерина
- Олег Бант — негритёнок
- Алексей Кельберер — Кара-Мор
- Сергей Мартинсон — Живоглот
- Степан Каюков — Ветер

## Съёмочная группа
- Автор сценария: Алексей Симуков
- Режиссёры: Валентин Кадочников, Фёдор Филиппов
- Операторы: Борис Горбачёв, Фёдор Фирсов
- Художник: Алексей Пархоменко

## Видео
В 2000—2001 годах фильм выпущен на VHS компанией ООО «Мастер Тэйп».